# Undekafluoroantymonianoirydan fluoroksenonu
Undekafluoroantymonianoirydan fluoroksenonu, [FXe]+
[IrSbF
11]−
 – nieorganiczny związek chemiczny ksenonu, antymonu i irydu z fluorem.

## Otrzymywanie
Heksafluoroirydan fluoroksenonu otrzymano po raz pierwszy w wyniku reakcji difluorku ksenonu z fluorkiem irydu(V) w roztworze pentafluorku bromu. W podobnej reakcji udało się dokonać również innych pochodnych tego typu – XeRhF
6 oraz [FXe]+
[RuF
6]−
. Początkowo sądzono, że metoda bezpośredniej syntezy (analogiczna do syntezy pierwszego związku gazu szlachetnego – heksafluoroplatynianu ksenonu) nie jest możliwa do przeprowadzenia w przypadku IrF
6 ze względu na to, że fluorek irydu(VI) jest zbyt słabym utleniaczem. Później dopracowano metodykę i okazało się, że bezpośrednia synteza jest możliwa, choć proces syntezy należy przeprowadzić staranniej. Udało się zsyntetyzować [XeF]+
[IrF
6]−
 oraz opisywany związek. W kwarcowej rurze, podłączonej do układu próżniowego, chłodzonej ciekłym azotem, kondensuje się SbF
5, bezwodny HF oraz IrF
6, ogrzewa do temperatury pokojowej, co powoduje powstanie żółtego roztworu, a następnie ponownie chłodzi się ciekłym azotem, dodaje odpowiednią ilość ksenonu, następnie rurę hermetyzuje się i ogrzewa do temperatury −60 °C, co powoduje krystalizację żółtych kryształów [FXe]+
[IrSbF
11]−
.